# Natação no Campeonato Mundial de Esportes Aquáticos de 2019 - 100 m livre masculino
A prova dos 100 metros livre masculino da natação no Campeonato Mundial de Esportes Aquáticos de 2019 ocorreu nos dias 24 de julho e 25 de julho, em Gwangju, na Coreia do Sul. 

## Recordes
Antes desta competição, os recordes mundiais e do campeonato nesta prova eram os seguintes:
| Tipo                  | Atleta      | Tempo | Local | Data                |
| --------------------- | ----------- | ----- | ----- | ------------------- |
|                       | César Cielo | 46,91 | Roma  | 30 de julho de 2009 |
| Recorde do campeonato | César Cielo | 46,91 | Roma  | 30 de julho de 2009 |

## Medalhistas
| Ouro                 | Prata               | Bronze                 |
| Caeleb Dressel (USA) | Kyle Chalmers (AUS) | Vladislav Grinev (RUS) |

## Cronograma
Todos os horários são locais (UTC+9). 
| Data        | Hora  | Evento        |
| ----------- | ----- | ------------- |
| 24 de julho | 10:15 | Eliminatórias |
| 24 de julho | 20:26 | Semifinal     |
| 25 de julho | 20:22 | Final         |

## Resultados

### Eliminatórias
Esses foram os resultados das eliminatórias. Foram realizadas no dia 24 de julho com início às 10:15. 
| Pos. | Bateria | Raia | Nadador                 | Nacionalidade                   | Tempo   | Notas            |
| ---- | ------- | ---- | ----------------------- | ------------------------------- | ------- | ---------------- |
| 1    | 11      | 5    | Caeleb Dressel          | Estados Unidos                  | 47.32   | Q                |
| 2    | 12      | 4    | Vladislav Grinev        | Rússia                          | 47.92   | Q                |
| 3    | 11      | 4    | Marcelo Chierighini     | Brasil                          | 47.95   | Q                |
| 4    | 12      | 7    | Clément Mignon          | França                          | 48.20   | Q                |
| 5    | 12      | 3    | Blake Pieroni           | Estados Unidos                  | 48.31   | Q                |
| 6    | 11      | 6    | Nándor Németh           | Finlândia                       | 48.36   | Q                |
| 7    | 13      | 6    | Breno Correia           | Brasil                          | 48.39   | Q                |
| 8    | 13      | 3    | Alessandro Miressi      | Itália                          | 48.57   | Q                |
| 9    | 13      | 7    | Clyde Lewis             | Austrália                       | 48.63   | Q                |
| 10   | 13      | 4    | Kyle Chalmers           | Austrália                       | 48.66   | Q                |
| 11   | 13      | 2    | Katsumi Nakamura        | Japão                           | 48.68   | Q                |
| 11   | 11      | 1    | Shinri Shioura          | Japão                           | 48.68   | Q                |
| 13   | 12      | 2    | Mehdy Metella           | França                          | 48.71   | Q                |
| 14   | 11      | 3    | He Junyi                | China                           | 48.76   | Q                |
| 14   | 11      | 2    | Pieter Timmers          | Bélgica                         | 48.76   | Q                |
| 16   | 13      | 8    | Dylan Carter            | Trinidad e Tobago               | 48.77   | Q                |
| 17   | 12      | 0    | Yuri Kisil              | Canadá                          | 48.79   |                  |
| 18   | 12      | 1    | Santo Condorelli        | Itália                          | 48.80   |                  |
| 19   | 11      | 0    | Kacper Majchrzak        | Polónia                         | 48.87   |                  |
| 19   | 11      | 8    | Serhiy Shevtsov         | Ucrânia                         | 48.87   |                  |
| 21   | 11      | 9    | Simonas Bilis           | Lituânia                        | 48.90   |                  |
| 22   | 13      | 0    | Markus Thormeyer        | Canadá                          | 49.05   |                  |
| 23   | 11      | 7    | Oussama Sahnoune        | Argélia                         | 49.08   |                  |
| 24   | 13      | 5    | Vladimir Morozov        | Rússia                          | 49.09   |                  |
| 25   | 13      | 1    | Kyle Stolk              | Países Baixos                   | 49.20   |                  |
| 26   | 10      | 8    | Ali Khalafalla          | Egito                           | 49.22   |                  |
| 27   | 13      | 9    | Bruno Blašković         | Croácia                         | 49.24   |                  |
| 28   | 12      | 8    | Marius Kusch            | Alemanha                        | 49.31   |                  |
| 29   | 10      | 2    | Yang Jae-hoon           | Coreia do Sul                   | 49.37   |                  |
| 30   | 10      | 0    | Cristian Quintero       | Venezuela                       | 49.40   |                  |
| 31   | 2       | 7    | Nils Liess              | Suíça                           | 49.42   |                  |
| 32   | 12      | 9    | Velimir Stjepanović     | Sérvia                          | 49.44   |                  |
| 32   | 8       | 8    | Daniel Zaitsev          | Estónia                         | 49.44   | Recorde nacional |
| 34   | 10      | 4    | Khader Baqlah           | Jordânia                        | 49.46   |                  |
| 35   | 10      | 1    | Emir Muratović          | Bósnia e Herzegovina            | 49.59   |                  |
| 35   | 10      | 3    | Mikel Schreuders        | Aruba                           | 49.59   |                  |
| 37   | 10      | 5    | Daniel Hunter           | Nova Zelândia                   | 49.78   |                  |
| 38   | 9       | 3    | Meiron Cheruti          | Israel                          | 49.82   |                  |
| 39   | 10      | 6    | Renzo Tjon A Joe        | Suriname                        | 49.85   |                  |
| 40   | 9       | 6    | Darren Chua             | Singapura                       | 49.89   |                  |
| 41   | 9       | 5    | Artsiom Machekin        | Bielorrússia                    | 49.90   |                  |
| 42   | 8       | 7    | Luke Gebbie             | Filipinas                       | 49.94   | Recorde nacional |
| 43   | 9       | 2    | Ben Hockin              | Paraguai                        | 49.95   |                  |
| 44   | 8       | 5    | Ari-Pekka Liukkonen     | Finlândia                       | 49.98   |                  |
| 44   | 9       | 4    | Miguel Nascimento       | Portugal                        | 49.98   |                  |
| 46   | 7       | 8    | Alexei Sancov           | Moldávia                        | 50.05   |                  |
| 47   | 9       | 2    | Hüseyin Emre Sakçı      | Turquia                         | 50.24   |                  |
| 48   | 7       | 2    | Artur Barseghyan        | Armênia                         | 50.26   |                  |
| 49   | 9       | 9    | Vladimír Štefánik       | Eslováquia                      | 50.27   |                  |
| 50   | 10      | 7    | Adil Kaskabay           | Cazaquistão                     | 50.34   |                  |
| 51   | 8       | 3    | Ian Ho Yentou           | Hong Kong                       | 50.38   |                  |
| 52   | 8       | 1    | Julien Henx             | Luxemburgo                      | 50.43   |                  |
| 53   | 8       | 0    | Xander Skinner          | Namíbia                         | 50.44   |                  |
| 53   | 9       | 1    | Niksa Stojkovski        | Noruega                         | 50.44   |                  |
| 55   | 8       | 6    | Ioannis Georgarakis     | Grécia                          | 50.48   |                  |
| 56   | 7       | 3    | Peter Wetzlar           | Zimbabwe                        | 50.50   | Recorde nacional |
| 57   | 3       | 8    | Waleed Abdulrazzak      | Kuwait                          | 50.63   |                  |
| 58   | 7       | 5    | Isaac Beitia            | Panamá                          | 50.66   |                  |
| 59   | 10      | 9    | Welson Sim              | Malásia                         | 50.77   |                  |
| 60   | 8       | 9    | Horus Briseño           | México                          | 50.80   |                  |
| 61   | 8       | 2    | Curtis Coulter          | Irlanda                         | 50.86   |                  |
| 62   | 7       | 7    | Enzo Martínez           | Uruguai                         | 50.99   |                  |
| 63   | 6       | 7    | Mokhtar Al-Yamani       | Iêmen                           | 51.16   | Recorde nacional |
| 64   | 7       | 6    | Gabriel Araya           | Chile                           | 51.34   |                  |
| 65   | 7       | 4    | Andrew Digby            | Tailândia                       | 51.47   |                  |
| 66   | 6       | 4    | Benyamin Gharehassanloo | Irão                            | 51.49   |                  |
| 67   | 9       | 7    | Lin Chien-liang         | Taipé Chinesa                   | 51.65   |                  |
| 67   | 7       | 9    | Jean-Luc Zephir         | Santa Lúcia                     | 51.65   |                  |
| 69   | 6       | 3    | Jesse Washington        | Bermudas                        | 51.67   |                  |
| 70   | 8       | 4    | Triady Fauzi Sidiq      | Indonésia                       | 51.80   |                  |
| 71   | 7       | 0    | Jared Fitzgerald        | Bahamas                         | 51.88   |                  |
| 72   | 6       | 5    | Teimuraz Kobakhidze     | Geórgia                         | 51.93   |                  |
| 73   | 6       | 9    | Noah Mascoll-Gomes      | Antígua e Barbuda               | 52.12   |                  |
| 73   | 5       | 0    | Netani Ross             | Fiji                            | 52.12   |                  |
| 75   | 6       | 6    | Miguel Mena             | Nicarágua                       | 52.20   |                  |
| 76   | 6       | 8    | Abdoul Niane            | Senegal                         | 52.26   |                  |
| 77   | 5       | 1    | Audai Hassouna          | Líbia                           | 52.34   |                  |
| 78   | 5       | 2    | Jordan Crooks           | Ilhas Caimã                     | 52.36   |                  |
| 79   | 7       | 1    | Omiros Zagkos           | Chipre                          | 52.44   |                  |
| 80   | 5       | 3    | Kledi Kadiu             | Albânia                         | 52.53   |                  |
| 80   | 6       | 2    | Jagger Stephens         | Guam                            | 52.53   |                  |
| 82   | 6       | 1    | Sam Seghers             | Papua-Nova Guiné                | 52.64   |                  |
| 83   | 6       | 0    | Danilo Rosafio          | Quênia                          | 52.66   |                  |
| 84   | 2       | 0    | Nixon Hernández         | El Salvador                     | 52.74   |                  |
| 85   | 5       | 6    | Delron Felix            | Granada                         | 53.08   |                  |
| 86   | 5       | 8    | Syed Tariq              | Paquistão                       | 53.34   |                  |
| 87   | 5       | 4    | Matt Galea              | Malta                           | 53.63   |                  |
| 88   | 5       | 5    | Issa Al-Adawi           | Omã                             | 53.81   |                  |
| 89   | 4       | 4    | Atuhaire Ambala         | Uganda                          | 53.89   |                  |
| 90   | 4       | 5    | Noel Keane              | Palau                           | 54.10   |                  |
| 91   | 1       | 4    | Musa Zhalayev           | Turquemenistão                  | 54.14   |                  |
| 92   | 3       | 1    | Myagmaryn Delgerkhüü    | Mongólia                        | 54.43   |                  |
| 93   | 4       | 3    | Andrew Fowler           | Guiana                          | 54.72   |                  |
| 94   | 1       | 3    | Alex Joachim            | São Vicente e Granadinas        | 54.96   |                  |
| 95   | 5       | 9    | Theo Chiabaut           | Mónaco                          | 54.99   |                  |
| 96   | 2       | 3    | Heriniavo Rasolonjatovo | Madagáscar                      | 55.22   |                  |
| 97   | 2       | 6    | Yellow Yeiyah           | Nigéria                         | 55.23   |                  |
| 98   | 3       | 7    | Christian Nikles        | Brunei                          | 55.33   |                  |
| 99   | 5       | 7    | Firas Saidi             | Catar                           | 55.60   |                  |
| 100  | 2       | 9    | Daniel Christian        | Eritreia                        | 55.88   |                  |
| 101  | 4       | 6    | Kaleo Kihleng           | Estados Federados da Micronésia | 55.97   |                  |
| 102  | 3       | 9    | Alexander Shah          | Nepal                           | 56.28   |                  |
| 103  | 4       | 2    | Dren Ukimeraj           | Kosovo                          | 56.33   |                  |
| 104  | 4       | 7    | Billy-Scott Irakose     | Burundi                         | 56.45   |                  |
| 105  | 2       | 2    | Hem Puch                | Camboja                         | 56.77   |                  |
| 106  | 4       | 1    | Finau Ohuafi            | Tonga                           | 57.45   |                  |
| 107  | 3       | 0    | Lennosuke Suzuki        | Marianas Setentrionais          | 57.83   |                  |
| 108  | 4       | 0    | Mubal Ibrahim           | Maldivas                        | 58.24   | Recorde nacional |
| 109  | 3       | 3    | Adama Ouedraogo         | Burquina Fasso                  | 58.27   |                  |
| 110  | 4       | 8    | Alijon Khairulloev      | Tajiquistão                     | 58.36   |                  |
| 111  | 2       | 8    | Mark Hoare              | Essuatíni                       | 59.27   |                  |
| 112  | 3       | 2    | Albachir Mouctar        | Níger                           | 1:00.15 |                  |
| 113  | 3       | 4    | Edgar Iro               | Eslovênia                       | 1:00.98 |                  |
| 114  | 1       | 5    | Guerby Ruuska           | Haiti                           | 1:01.04 |                  |
| 115  | 3       | 6    | Michael Swift           | Malawi                          | 1:02.55 |                  |
| 116  | 4       | 9    | Houssein Gaber          | Djibuti                         | 1:03.54 |                  |
| 117  | 2       | 4    | Hakim Youssouf          | Comores                         | 1:05.48 |                  |
| 118  | 2       | 1    | Mamadou Bah             | Guiné                           | 1:05.54 |                  |
| 119  | 2       | 5    | Domingos da Silva       | Timor-Leste                     | 1:06.71 |                  |
| 120  | 3       | 5    | Tenzin Sangay           | Butão                           | 1:07.28 |                  |
| 121  | 9       | 8    | Khurshidjon Tursunov    | Uzbequistão                     | DNS     | DNS              |
| 121  | 12      | 5    | Duncan Scott            | Reino Unido                     | DNS     | DNS              |
| 121  | 12      | 6    | Chad le Clos            | África do Sul                   | DNS     | DNS              |

### Semifinal
Esses foram os resultados das semifinais. Foram realizadas no dia 24 de julho com início às 20:26 
Semifinal 1
| Pos. | Raia | Nadador            | Nacionalidade     | Tempo | Notas            |
| ---- | ---- | ------------------ | ----------------- | ----- | ---------------- |
| 1    | 2    | Kyle Chalmers      | Austrália         | 47.58 | Q                |
| 2    | 4    | Vladislav Grinev   | Rússia            | 47.82 | Q                |
| 3    | 5    | Clément Mignon     | França            | 48.25 | Q                |
| 4    | 3    | Nándor Németh      | Hungria           | 48.29 | Q                |
| 5    | 6    | Alessandro Miressi | Itália            | 48.36 |                  |
| 6    | 7    | Katsumi Nakamura   | Japão             | 48.45 |                  |
| 7    | 8    | Dylan Carter       | Trinidad e Tobago | 48.52 | Recorde nacional |
| 8    | 1    | Pieter Timmers     | Bélgica           | 48.91 |                  |

Semifinal 2
| Pos. | Raia | Nadador             | Nacionalidade  | Tempo | Notas |
| ---- | ---- | ------------------- | -------------- | ----- | ----- |
| 1    | 4    | Caeleb Dressel      | Estados Unidos | 47.35 | Q     |
| 2    | 5    | Marcelo Chierighini | Brasil         | 47.76 | Q     |
| 3    | 3    | Blake Pieroni       | Estados Unidos | 47.87 | Q     |
| 4    | 6    | Breno Correia       | Brasil         | 48.33 | Q     |
| 5    | 2    | Clyde Lewis         | Austrália      | 48.45 |       |
| 6    | 7    | Shinri Shioura      | Japão          | 48.54 |       |
| 7    | 1    | Mehdy Metella       | França         | 48.65 |       |
| 8    | 8    | He Junyi            | China          | 48.67 |       |

### Final
A final foi realizada em 25 de julho às 20:22. 
| Pos.              | Raia | Nadador             | Nacionalidade  | Tempo | Notas            |
| ----------------- | ---- | ------------------- | -------------- | ----- | ---------------- |
| Medalha de ouro   | 4    | Caeleb Dressel      | Estados Unidos | 46.96 | Recorde nacional |
| Medalha de prata  | 5    | Kyle Chalmers       | Austrália      | 47.08 |                  |
| Medalha de bronze | 6    | Vladislav Grinev    | Rússia         | 47.82 |                  |
| 4                 | 2    | Blake Pieroni       | Estados Unidos | 47.88 |                  |
| 5                 | 3    | Marcelo Chierighini | Brasil         | 47.93 |                  |
| 6                 | 1    | Nándor Németh       | Hungria        | 48.10 | Recorde nacional |
| 7                 | 7    | Clément Mignon      | França         | 48.43 |                  |
| 8                 | 8    | Breno Correia       | Brasil         | 48.90 |                  |

Legenda
| Recorde mundial       | Recorde mundial (World record)               |                       | Recorde africano                      | Recorde africano (African) |                                           | Q | Classificado por posição (Qualified) |
| Recorde do campeonato | Recorde do campeonato (Championship record)  | Recorde da América    | Recorde da América (Americas)         | q                          | Classificado por melhor tempo (Qualified) |   |                                      |
| Melhor marca do ano   | Melhor marca do ano (World leading)          | Recorde asiático      | Recorde asiático (Asian)              | DNS                        | Não largou (Did not start)                |   |                                      |
| Recorde nacional      | Recorde nacional (National record)           | Recorde europeu       | Recorde europeu (European)            | DNF                        | Não terminou (Did not finish)             |   |                                      |
| Recorde pessoal       | Recorde pessoal do atleta (Personal best)    | Recorde da Oceania    | Recorde da Oceania (Oceania)          | DSQ / DQ                   | Desclassificado (Disqualified)            |   |                                      |
| Recorde da temporada  | Recorde da temporada do atleta (Season best) | Recorde sul-americano | Recorde sul-americano (South America) | NM                         | Sem marca (No mark)                       |   |                                      |